# ترشاب (مقاطعة دورود)
ترشاب (بالفارسية: ترشاب) هي قرية تقع في قسم حشمت‌آباد الريفي (مقاطعة دورود) في إيران. يقدر عدد سكانها بـ 1,038 نسمة .